# Caluromys lanatus
A cuíca-lanosa-ocidental (vernáculo artificial derivado das línguas espanhola e inglesa) (Caluromys lanatus) é uma espécie de marsupial da família Didelphidae. Pode ser encontrada na Argentina, Paraguai, Brasil, Bolívia, Peru, Equador, Colômbia e Venezuela.